# Marywil
Marywil (từ tiếng Pháp Ville de Marie) là một trung tâm thương mại lớn và là một cung điện ở Warsaw, chiếm gần như nơi có Nhà hát Lớn ngày nay.

## Lịch sử

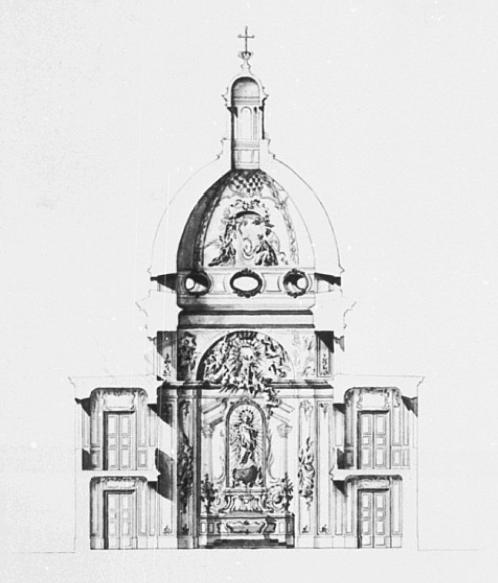
Nhà nguyện của Thánh nạn nhân vào khoảng năm 1730.

Marywil được Maria Kazimiera, Nữ hoàng Ba Lan xây dựng một thời gian từ 1692 đến 1697 để kỷ niệm chiến thắng của chồng bà - Vua John III của Ba Lan - trước người Thổ Nhĩ Kỳ trong Trận chiến Vienna. Một tòa nhà baroque hình ngũ giác lớn được thiết kế bởi Tylman Gamerski và được mô phỏng theo Place des Vosges và Place Dauphine ở Paris. Tòa nhà, rất giống với quảng trường chợ thị trấn baroque của Tây Ban Nha, chứa các cửa hàng và nhà của các thương gia, trong khi quảng trường trung tâm được sử dụng làm chợ. Các căn hộ nhỏ với kho được cho các thương nhân nước ngoài cạnh tranh với các thương nhân địa phương. Rìa phía bắc của khu phức hợp chứa một nhà nguyện cho Thánh mẹ của nạn nhân. Tòa nhà cũng phục vụ như một nơi ở của hoàng gia.
Năm 1738, tổ hợp được gia đình Załuski mua lại. Và chính tại đó, Józef Jędrzej Załuski bắt đầu xây dựng Thư viện Załuski nổi tiếng. Khoảng năm 1744, tòa nhà được Antonina Zamoyska chuyển đổi thành một tu viện. Năm 1807, bốn ngôi nhà lớn đã được xây dựng ở khu chợ cũ. Từ năm 1817 đến 1821, Chrystian Piotr Aigner đã xây dựng lại cánh phía đông theo phong cách đương đại và thêm một tháp đồng hồ cao bảy tầng. Đồng thời, vào năm 1819, tu viện đã được chuyển ra khỏi khu phức hợp và nó đã được chuyển đổi thành một khu nhà ở. Tuy nhiên, ngay sau đó, vào năm 1825-1833, toàn bộ khu phức hợp đã bị phá hủy để nhường chỗ cho Nhà hát Lớn mới được xây dựng tại đây.